# Sanitjai torony
A sanitjai torony a Spanyolországhoz tartozó Menorca sziget egyik 19. századi építészeti emléke, egy katonai őrtorony maradványa.

## Története és leírása
Az erődtornyot 1800 és 1802 között építették brit hadmérnökök, még mielőtt az amiens-i békének köszönhetően Menorca végleg Spanyolországhoz került volna. Az öbölben, amit őrzött, már a római időkben is működött egy kikötő.
A kör alaprajzú, hengeres, háromszintes kőépítmény Menorca szigetének északi részén, a sanitjai kikötő közelében található. Közigazgatásilag Mercadal község részét képezi. Az elhagyatott, részben el is pusztult torony külső részén néhány függőleges sáv látható, ezek a szerkezet megerősítését szolgálják. Jelenlegi bejárata a középső szinten nyílik, de régebben a földszinten is volt egy kapuja, amely egy nyolcszögletű, két dongaboltozattal fedett belső térbe vezetett. Ez a rész három szobára volt osztva, és itt tárolták a lőport és az egyéb ellátmányokat. Mivel az épület kis méretű volt, így nem volt benne hely lépcsőket kialakítani: a szintek közötti átjárást csapóajtókon és a kéményen keresztül oldották meg. Az épület tetejét kőmellvéd veszi körül, itt egyetlen tüzérségi egységet tudtak elhelyezni.
A torony közelében egy másik épület maradványai is felfedezhetők: ez a dragonyosoknak adhatott szállást, akik a sziget őrtornyai között közvetítették az üzeneteket, amikor az időjárás nem tette lehetővé a tűz- és füstjelek használatát.

## Képek

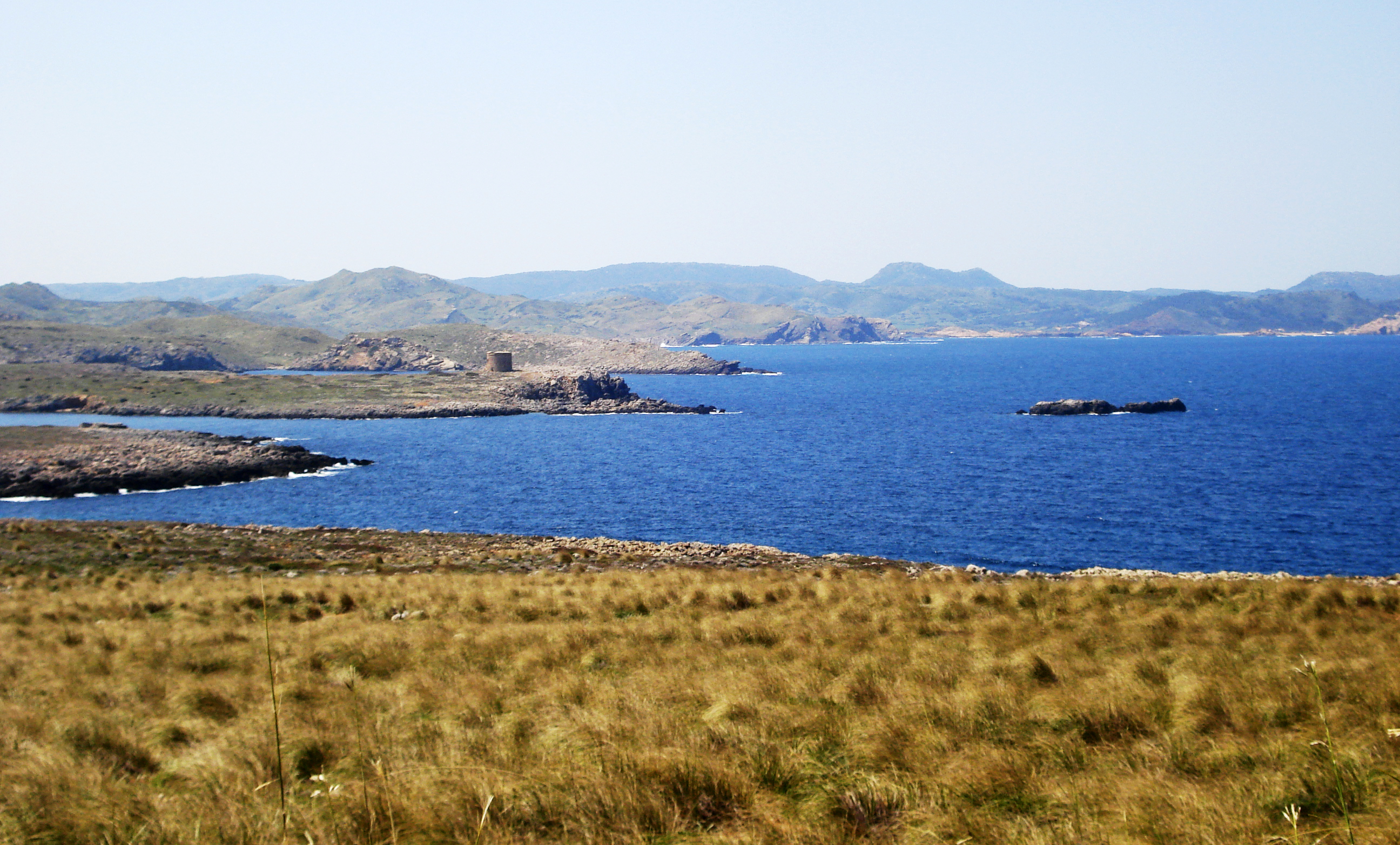
A torony és tágabb környezete
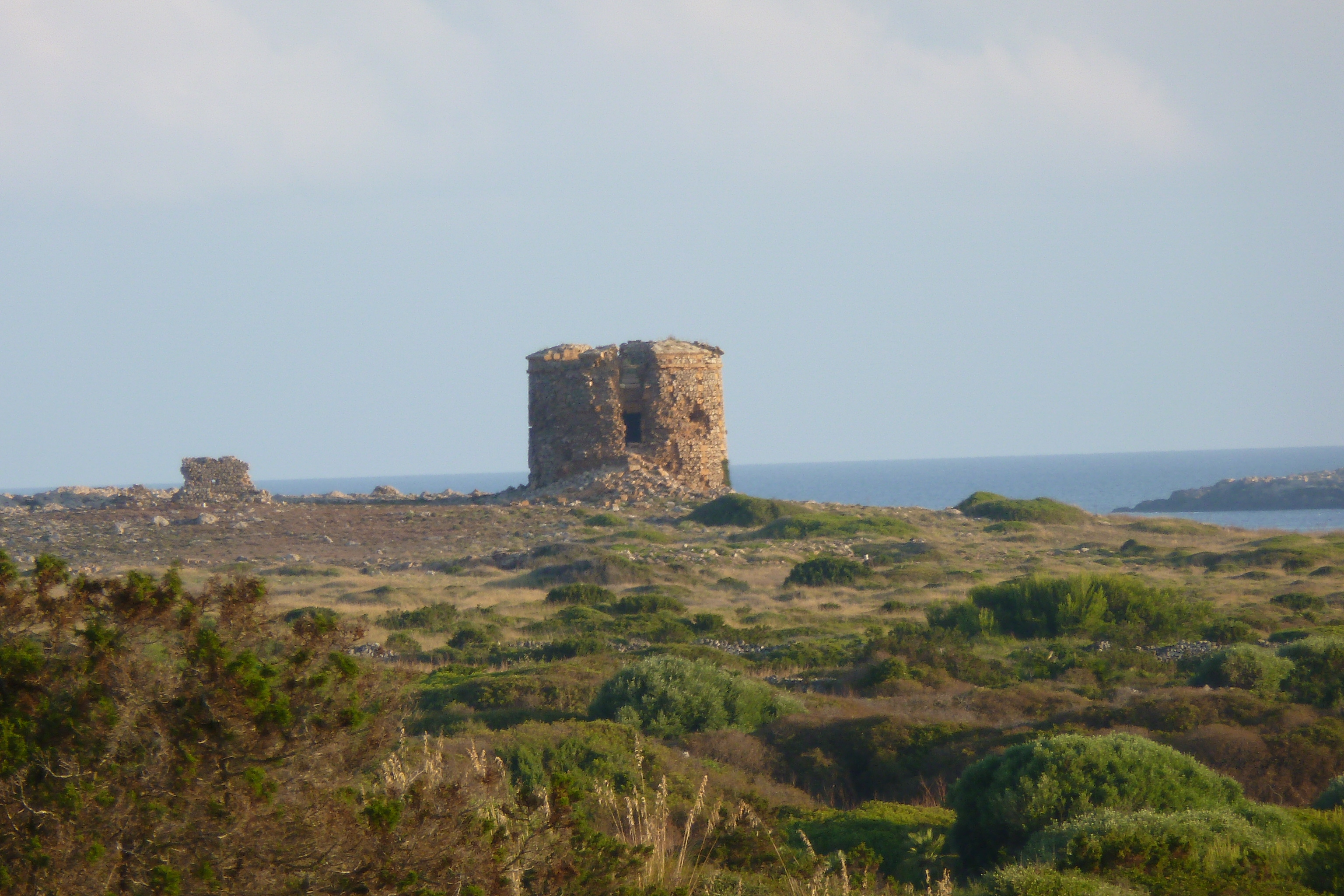
Szűkebb környezet
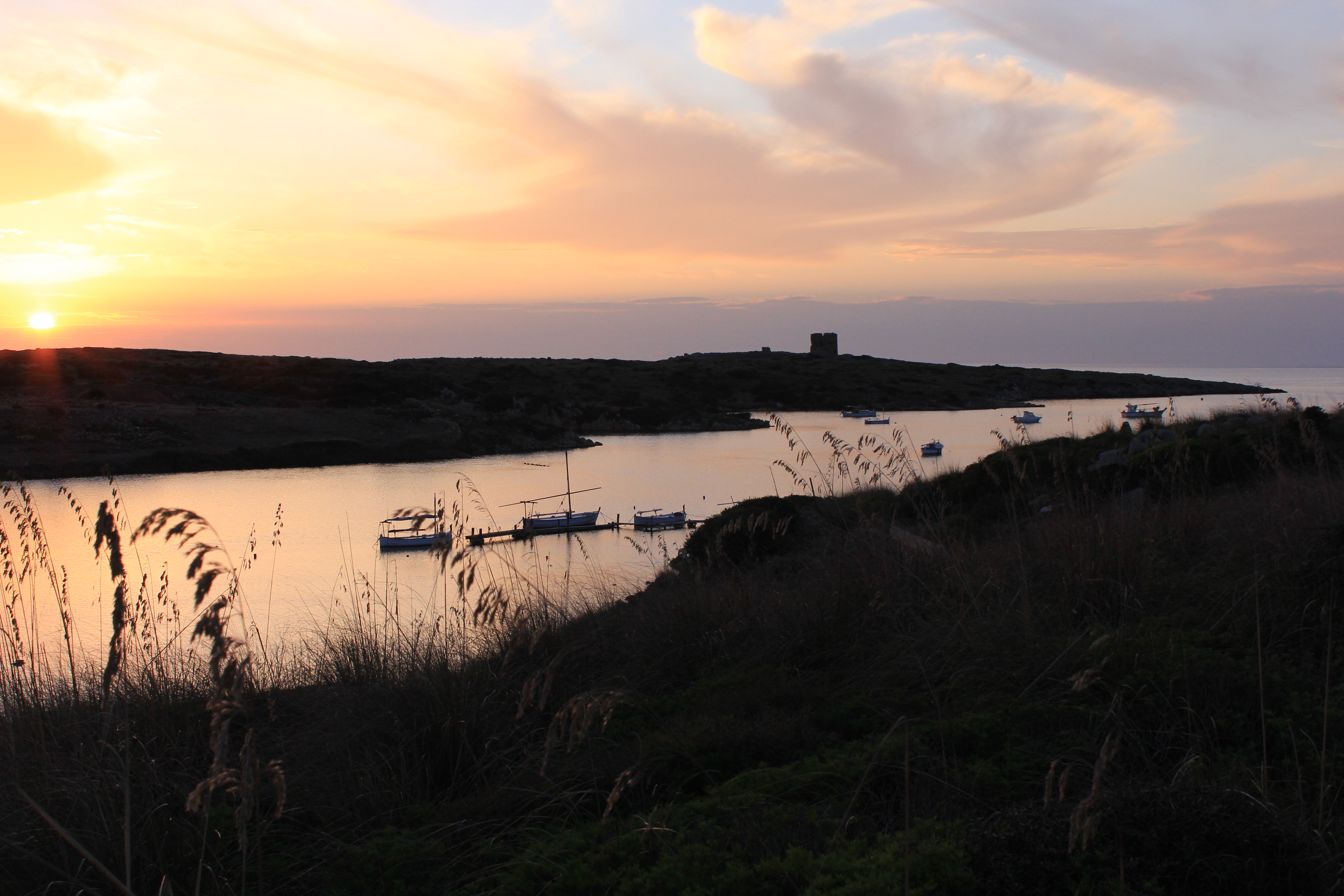
Napnyugtakor